# Vivir es hoy
Vivir es hoy es el décimo quinto disco de la cantante Soledad Pastorutti lanzado el 10 de marzo de 2015 y está disponible en distintas plataformas digitales, como iTunes, Spotify y Deezer. El álbum fue producido por Gian Marco y Matías Zapata, fue grabado entre Buenos Aires y Los Ángeles.

## Antecedentes y composición
Tomando como referencia el trabajo plasmado en Raíz, el álbum que la unió a Lila Downs y Niña Pastori y que obtuvo dos premios Grammy, la cantante confió que «necesitaba que la gente sepa dónde quería y podía ir. En Raíz encontramos esta cosa de fusión que a nadie le suena a híbrido, es como natural esto y es lo que yo esperaba. Así que ahora decidí avanzar en la idea de poder mezclar el pop con el folclore argentino y el de toda América Latina. Yo con este disco fui descubriendo qué cosas quedan mejor. En lugar de agarrar canciones de acá y llevarlas a otro territorio, busqué canciones de todas partes para llevarlas a otro lado», añadió durante una entrevista con Télam.

## Sencillos
«Dame una sonrisa» fue lanzado como el primer sencillo del álbum el 19 de enero de 2015 y cuenta con la colaboración del cantante y compositor colombiano Carlos Vives. El video oficial fue publicado en la cuenta de YouTube VEVO de la cantante el 3 de marzo de 2015.

## Lista de canciones
| Vivir es hoy |                                                        |                                                                             |          |  |
| N.º          | Título                                                 | Escritor(es)                                                                | Duración |  |
| 1.           | «Vivir es hoy» (con Carlos Santana)                    | Soledad Pastorutti • Pablo Santos                                           | 4:26     |  |
| 2.           | «Dame una sonrisa» (con Carlos Vives)                  | Gian Marco • Cheche Alara • Carlos Vives                                    | 3:39     |  |
| 3.           | «Todos somos pueblo»                                   | Gian Marco                                                                  | 3:47     |  |
| 4.           | «Cielo de Mantilla»                                    | Teresa Parodi • Mateo Villalba                                              | 3:47     |  |
| 5.           | «Como te voy a olvidar» (a dúo con Natalia Pastorutti) | Jorge Mejía Avante                                                          | 3:37     |  |
| 6.           | «Cielo de rosas»                                       | Soledad Pastorutti • Pablo Santos • Matías Zapata                           | 3:19     |  |
| 7.           | «Nadie que te quiera como yo»                          | Edgardo Marcelo Germano • Carlos Roberto Rivero • Norberto Claudio Kirovsky | 3:13     |  |
| 8.           | «Eres»                                                 | Soledad Pastorutti • Pablo Santos                                           | 4:14     |  |
| 9.           | «Mal paso»                                             | Luis Abelardo Nuñez                                                         | 3:22     |  |
| 10.          | «Una mañana nueva sin ti»                              | Claudia Brant • Gian Marco                                                  | 3:53     |  |
| 11.          | «Estrella fugaz» (con Zezé Di Camargo)                 | Matías Zapata • Pablo Cordero                                               | 3:01     |  |
| 12.          | «Cuando me abandone mi alma»                           | Pablo Raúl Trullenque • Cuti Carabajal                                      | 3:10     |  |
| 13.          | «Imagina»                                              | Gian Marco                                                                  | 3:38     |  |
| 14.          | «Todo lo que quiero eres tú» (con Gian Marco)          | Gian Marco                                                                  | 3:50     |  |
| 15.          | «Cantante»                                             | Pablo Cordero                                                               | 2:32     |  |
| 16.          | «Aleluya» (Hallelujah)                                 | Leonard Cohen                                                               | 4:15     |  |

## Créditos
- Producción: Gianmarco y Matías Zapata
- Grabación: Enjoy Music Studios, Los Ángeles - Sound Factory Los Ángeles - On The Groove Studio Miami - Cabina Libre Studio Lima, Perú - Xtrings Studio Miami - Estudio Bulo, Cuartito Estudio Buenos Aires - Estudio El Charquito Buenos Aires - Mosh Studios, San Pablo.
- Ingenieros de Grabación: Gianmarco, Adrian Bernabé Trujillo, Andrés Castro, Luis Barrera, Alfredo Quequezana, Pedro Alfonso, Nacho De La Riega y Matías Zapata
- Grabación de voces: Daniel Ianniruberto
- Mezcla: David Santos en Digisound Mastering Los Ángeles, Daniel Ianniruberto y Matías Zapata en Estudio El Charquito Buenos Aires
- Masterización: Nicolás Kalwill
- Peinado y vestuario: Damian Brissio
- Fotografía: Nora Lezano

## Gira "Vivir Es Hoy"
La gira de presentación del álbum dio el puntapié inicial en la ciudad de La Plata, pasando por casi todo el territorio argentino y en territorio latinoamericano llegando a presentarse en México. 
Los conciertos centrales de la gira tuvieron lugar en el Teatro Ópera el 21 y 23 de agosto de 2015 y teniendo que repetir función el 19 de diciembre por petición de la gente

### Lista de canciones del concierto
1. Cielo de rosas
2. Vivir es Hoy
3. Cantante
4. Todos somos pueblo
5. Una mañana nueva sin ti
6. Zapata se queda
7. Dame una sonrisa
8. Eres
9. Dime quién soy yo
10. Hermanas
11. Estrella fugaz (junto a Matías Zapata)
12. Imagina/Todo lo que quiero eres tú (junto a Gian Marco)
13. Mix: Cumbia del mole/Como te voy a olvidar/Fuera (junto a Karina)
14. Vocabulario/Zamba para olvidarte
15. Mix Zambas: La serenateña/De Alberdi/De Simoca
16. El 180
17. Mix Chacareras: Del tiempo de mi niñez/Entre a mi pago sin golpear
18. Cuando me abandone mi alma
19. Paloma blanca
20. Cielo de Mantilla
21. Mal paso
22. Mix Final: Nadie que te quiera como yo/Llorando se fue/El Humahuaqueño/Tren del cielo/Cariñito
23. Aleluya

## Posicionamiento en listas

### Posiciones mensuales
| América del Sur |                       |   |
| Argentina       | Ranking Mensual CAPIF | 3 |